# Clara Woltering
Clara Woltering (* 2. März 1983 in Münster-Hiltrup) ist eine ehemalige deutsche Handballspielerin und heutige Torwarttrainerin.

## Karriere

### Verein
Woltering begann das Handballspielen bei der DJK Eintracht Coesfeld VBRS, bei dem sie bis zu ihrem 16. Lebensjahr zusätzlich in der Fußballsparte aktiv war. Die 1,78 m große Torfrau wechselte im Sommer 2000 zum Bundesligisten Bayer Leverkusen. 2002 musste sie aufgrund eines Kreuzbandrisses sechs Monate pausieren. In der Saison 2003/04 wurde die staatlich geprüfte Landwirtin an Borussia Dortmund ausgeliehen. In Dortmund war sie Stammtorhüterin und empfahl sich durch ihre Leistungen für die Nationalmannschaft. Ab 2004 hütete sie wieder das Tor von Bayer Leverkusen, wo der ehemalige Nationaltorwart Andreas Thiel das Torwarttraining leitete. Ab der Saison 2011/12 spielte sie beim montenegrinischen Verein ŽRK Budućnost Podgorica. Mit Budućnost Podgorica gewann sie vier Mal die montenegrinische Meisterschaft, vier Mal den montenegrinischen Pokal sowie zwei Mal die EHF Champions League. Ab Juli 2015 stand sie wieder beim Bundesligisten Borussia Dortmund unter Vertrag. Mit Dortmund unterlag sie 2016 das DHB-Pokalfinale gegen den HC Leipzig. Nach der Saison 2018/19 beendete Woltering ihre Karriere. Anschließend übernahm sie beim BVB den Posten als Torwarttrainerin. Im Oktober 2021 wurde Woltering vom BVB reaktiviert, um den verletzungsbedingten Ausfall von Yara ten Holte zu kompensieren.

### Nationalmannschaft
Woltering absolvierte 222 Einsätze für die Nationalmannschaft, ihr Länderspieldebüt war am 22. November 2003 in Nagold gegen Weißrussland. Bei der Weltmeisterschaft im Dezember 2005 in Russland wurde Clara Woltering mit der deutschen Handballnationalmannschaft Sechste. Sie belegte mit der deutschen Nationalmannschaft den 7. Platz bei der Weltmeisterschaft 2009 in der Volksrepublik China. Weiterhin nahm sie an der Weltmeisterschaft 2013 teil. Nach der Weltmeisterschaft 2017 beendete sie ihre Länderspielkarriere.

## Erfolge
- ŽRK Budućnost Podgorica
  - EHF Champions League 2012, 2015
  - Montenegrinische Meister 2012, 2013, 2014, 2015
  - Montenegrinischer Pokalsieger 2012, 2013, 2014, 2015

- Bayer Leverkusen
  - Deutscher Vizemeister 2006, 2007, 2009
  - Deutscher Pokalsieger 2002, 2010
  - Deutscher Vizepokalsieger 2005, 2016
  - Challenge Cup-Siegerin 2005

- Deutsche Nationalmannschaft
  - Jugend-Europameisterin 2001
  - 4. Platz Europameisterschaft 2006
  - 3. Platz Weltmeisterschaft 2007
  - 4. Platz Europameisterschaft 2008

## Auszeichnungen
- Deutschlands Handballerin des Jahres 2009, 2010 und 2017
- MVP des Final Four der EHF Champions League 2015[12]
- HBF-Award 2019

## Privates
Clara Woltering hat zwei ältere Schwestern. Zusammen mit ihren Eltern betreibt sie als Landwirtin einen Hof mit 250 Bullen. Der Hof in Coesfeld-Lette befindet sich seit dem 13. Jahrhundert in Familienbesitz.